# 対立教皇
対立教皇（たいりつきょうこう、伊: antipapa、英: antipope）は、キリスト教の歴史において、正当な教皇に対抗して立てられた教皇のこと、あるいはローマ教皇であることを宣言しながらも、同時代の人あるいは後世の人からその地位が正統なものであると認められなかった人々のこと。
通常、対立教皇というのは教皇選挙者たち（中世以降は枢機卿団）によって、ある人物が教皇に選ばれた後でそれに反対する人々によって立てられることが多い。
一般的に対立教皇という言葉は古代から中世にかけての歴史用語であるが、近代以降であっても教皇空位主義者（後述）などで教皇を自称する人々を広義での対立教皇と呼ぶこともある。

## 歴史的経緯
史上初めて現れた対立教皇とされるのは、3世紀にローマのキリスト教徒が分裂したことで立てられたヒッポリュトスである。彼はカリストゥス1世に対抗して立った対立教皇であった。ヒッポリュトスは後にカリストゥス1世の後継者ポンティアヌス教皇と共に、どちらが正統な教皇であるかということについて争ったが、ローマ皇帝の迫害によって2人ともサルデーニャ島の鉱山での強制労働に送られている。サルデーニャ島から帰ることができたヒッポリュトスは死の直前になって、対立していた教会の指導者たちと和解したため、対立教皇でありながら後に列聖されている。
10世紀以前の対立教皇が現れた理由は、教皇選挙制度が不完全であり、きちんと確立されていなかったことによる部分が大きい。選挙システム自体が不完全だったため、教皇選挙者たちが分裂するような状況に陥ると機能不全を起こし、対立するグループが自分たちの立てた教皇こそ真正であると言い張るようになっていたのである。このような選挙の場合は対立と混乱が終始した後で、どちらかの教皇が、選挙者たちの多数の賛成が得られていないという理由によって対立教皇であるとみなされることになった。
対立教皇が最も多く出現することになったのは、11世紀から12世紀にかけてである。その背景には、カトリック教会を意のままに操ろうとした神聖ローマ皇帝と、それに反発した教皇庁の対立があった。神聖ローマ皇帝は自分の政治意図を実現するため、しばしば対立教皇を立てることでローマ教皇を脅かした。しかし、同時に神聖ローマ皇帝に対抗する権力がこれに反発してローマ教皇に肩入れすることになったため、思ったほどの効果を得られなかった。
次に対立教皇が立ったのは14世紀から15世紀にかけてであるが、この時期はアヴィニョンに移った教皇庁がローマに戻ったあとで、再びアヴィニョンに教皇が立ち、ついにはピサに第3の教皇が立つなど混乱を極め、カトリック教会は分裂・瓦解の危機に瀕した。これを教会大分裂（西方大離教）という。これを機会に、カトリック教会の構造改革の必要が叫ばれることになり、16世紀に起こる宗教改革の一つの伏線となった。
しかし、単純に対立教皇といっても、あくまでも後世の判断による部分が多く、同時代の人々はどちらが対立教皇でどちらが正当な教皇だとはっきり区別していたわけではない。彼らにとっては、当然自分たちが支持する人物こそが正当な教皇であり、支持していない人物は対立教皇であった。
史上、最後の対立教皇となったのはバーゼル公会議の分裂によって立てられたフェリクス5世であったが、彼は1449年に退位した。その後、宗教改革によるローマ教会からの分離、復古カトリック教会運動、中国における愛国者教会などローマ教皇の権威を否定する分離運動は起きているが、それらは教皇制そのものを否定しているため、独自の教皇を立てることはなかった。

## 現代の対立教皇たち
中世のみならず、現代においても「教皇空位主義者」（Sedevacantist）と呼ばれるカトリック信徒を自称しながら、ローマ教皇を認めない一群の人々が自分たちの中から独自の教皇を立てることがある。彼らによって立てられた「教皇」を現代の対立教皇と呼ぶことができるかもしれない。
しかし、「教皇空位主義者」といっても教皇座を空位にしておくことを主張しているという意味ではなく、第2バチカン公会議以降のローマ教皇たちは正統な教皇ではないということを主張しているのである。そう考える彼らから見れば現在のローマの教皇座は「空位」であり、それゆえ自分たちが教皇を立てても差し支えないと考えている。
彼らは教皇ヨハネ23世およびパウロ6世のもとで第2バチカン公会議によって進められたカトリック教会の改革を一切認めないという立場に立つ。このような人々はトリエント・ミサとよばれる古い形式のミサのみをラテン語で行い、各国語で行う典礼行為を認めない。
なお、正当な手続きを経ずに教皇を名乗る行為は、教会法によって制裁の対象とされているほか、聖職者が教皇に服従しない行為は、懲戒や破門などの対象となる。

## 対立教皇の一覧
1. ヒッポリュトス（後に教皇ポンティアヌスと和解したことで殉教者として列聖されている）217年-235年
2. ノウァティアヌス 251年-258年
3. フェリクス2世 （同名の殉教者がいるため、近年まで混同されていた） 355年-365年
4. ウルシヌス 366年-367年
5. エウラリウス 418年-419年
6. ラウレンティウス 498年-499年 501年-506年
7. ディオスクルス 530年
8. テオドルス 687年 （パスカリスを対立教皇と非難）
9. パスカリス 687年 （テオドルスを対立教皇と非難）
10. コンスタンティヌス2世 767年-768年
11. フィリップス 768年
12. ヨハネス8世 844年
13. アナスタシウス3世ビブリオテカリウス 855年
14. クリストフォルス 903年-904年
15. ボニファティウス7世 974年 984年-985年
16. ヨハネス16世（ヨハネス・フィラガトス） 997年-998年
17. グレゴリウス6世 1012年
18. ベネディクトゥス10世（ヨハネス・ミンキウス） 1058年-1059年
19. ホノリウス2世（ピエトロ・カダルス） 1061年-1064年
20. クレメンス3世（ギベルト・ディ・ラヴェンナ） 1080年 1084年-1100年
21. テオドリクス 1100年-1101年
22. アルベルトゥス 1101年
23. シルウェステル4世（マギヌルフス） 1105年-1111年
24. グレゴリウス8世（マウリティウス・ブルディヌス） 1118年-1121年
25. ケレスティヌス2世（テバルドゥス・ブッカペクス） 1124年
26. アナクレトゥス2世（ピエトロ・ピエルレオニ） 1130年-1138年
27. ウィクトル4世（グレゴリオ・コンティ） 1138年
28. ウィクトル4世（オッタビオ・ディ・モンテチェリオ）1159年-1164年 （先のウィクトル4世は正統な教皇でないと考えたため、ウィクトル4世を名乗る）
29. パスカリス3世（グイード・ディ・クレマ）1164年-1168年 （シャルルマーニュを列聖）
30. カリストゥス3世（ジョバンニ・ディ・ストルーマ）1168年-1178年
31. インノケンティウス3世（ランツォ・ディ・セッツァ） 1179年-1180年
32. ニコラウス5世（ピエトロ・ライナルディッキ）ローマ対立教皇 1326年-1330年
33. クレメンス7世（ロベルト・ディ・ジェノヴァ） アヴィニョン対立教皇 1378年-1394年
34. ベネディクトゥス13世（ペドロ・デ・ルナ） アヴィニョン対立教皇 1394年-1423年
35. アレクサンデル5世（ピエトロ・フィラルギ） ピサ対立教皇 1409年-1410年
36. ヨハネス23世（バルダッサレ・コッサ） ピサ対立教皇 1410年-1415年
37. クレメンス8世（ジル・サンチェス・ムノス） アヴィニョン対立教皇 1423年-1429年
38. ベネディクトゥス14世（ベルナルド・ガルニエル） アヴィニョン対立教皇 1424年-1429年
39. ベネディクトゥス14世（ジャン・カリエル） アヴィニョン対立教皇 1430年-1437年 （別の人物が同じ教皇名「ベネディクトゥス14世」を引き継いだ）
40. フェリクス5世（サヴォイア公アメデーオ8世） 1439年-1449年

## 類似した事例
- ローマ帝国における対立皇帝・僭称皇帝
- 神聖ローマ帝国における対立王
- 日本の南北朝時代
- チベット仏教における対立化身ラマ